# Paeküla
Paeküla este o arie protejată (arie specială de conservare — SAC, sit de importanță comunitară — SCI) din Estonia întinsă pe o suprafață de 265,3 ha, integral pe uscat.

## Localizare
Centrul sitului Paeküla este situat la coordonatele 58°53′09″N 24°18′42″E / 58.8858°N 24.3118°E.

## Înființare
Situl Paeküla a fost declarat sit de importanță comunitară în aprilie 2004 pentru a proteja 2 specii de plante și 3 specii de animale. Situl a fost protejat și ca arie specială de conservare în iulie 2006.

## Biodiversitate
Situată în ecoregiunea boreală, aria protejată conține 9 habitate naturale: Cursuri de apă de la nivel de câmpie la nivel montan, cu vegetație Ranunculion fluitantis și Callitricho-Batrachion, Pajiști uscate seminaturale și facies de acoperire cu tufișuri pe substraturi calcaroase (Festuco-Brometalia) (* situri importante pentru orhidee), Pajiști cu Molinia pe soluri calcaroase, turboase sau argilos-nămoloase (Molinion caeruleae), Liziere de ierburi înalte hidrofile de câmpie și de nivel montan până la alpin, Pajiști aluvionare boreale nordice, Fânețe de joasă altitudine (Alopecurus pratensis, Sanguisorba officinalis), Pajiști din zone de pădure fino-scandinave, Taiga vestică, Pășuni din zone de pădure fino-scandinave.
La baza desemnării sitului se află mai multe specii protejate:
- plante (2): papucul doamnei (Cypripedium calceolus), Thesium ebracteatum
- mamifere (1): vidră de râu (Lutra lutra)
- nevertebrate (1): Unio crassus
- pești (1): zglăvoacă (Cottus gobio)

Pe lângă speciile protejate, pe teritoriul sitului au mai fost identificate 1 specie de plante.